# Seznam chráněných území v okrese Rimavská Sobota
Toto je seznam chráněných území v okrese Rimavská Sobota aktuální k roku 2017, ve kterém jsou uvedena chráněná území v oblasti okresu Rimavská Sobota.
| Kód  | Obrázek                             | Typ | Název                         | Rozloha (ha) | Galerie Commons                                  | Popis území | Souřadnice                       |
| ---- | ----------------------------------- | --- | ----------------------------- | ------------ | ------------------------------------------------ | ----------- | -------------------------------- |
| 770  |                                     | CHA | Alúvium Blhu                  | 2,7909       |                                                  |             |                                  |
| 1218 |                                     | CHA | Beležír                       | 61,6744      |                                                  |             |                                  |
| 1140 |                                     | PP  | Burda                         | —            |                                                  |             |                                  |
| 830  |                                     | PR  | Čertova dolina                | 49,0200      |                                                  |             |                                  |
| 875  |                                     | CHA | Fenek                         | 9,6815       |                                                  |             |                                  |
| 251  |                                     | PR  | Hajnáčsky hradný vrch         | 9,7100       |                                                  |             |                                  |
| 344  |                                     | CHA | Hikóriový porast              | 52,0500      |                                                  |             |                                  |
| 474  |                                     | PR  | Horný Červený les             | 11,0200      |                                                  |             |                                  |
| 265  |                                     | NPR | Hradová                       | 127,4700     |                                                  |             | 48°45′42″ s. š., 21°14′13″ v. d. |
| 277  |                                     | PP  | Jalovské vrstvy               | 1,7000       |                                                  |             |                                  |
| 299  |                                     | NPR | Kášter                        | 57,7300      |                                                  |             |                                  |
| 307  |                                     | PR  | Klenovské Blatá               | 4,3600       |                                                  |             |                                  |
| 306  | Klenovský vepor                     | NPR | Klenovský vepor               | 257,6437     | Kategorie „Klenovský Vepor“ na Wikimedia Commons |             | 48°41′19″ s. š., 19°46′8″ v. d.  |
| 888  |                                     | NPP | Kostná dolina                 | 4,9200       |                                                  |             |                                  |
| 328  |                                     | PR  | Kurinecká dubina              | 5,9600       |                                                  |             |                                  |
| 332  |                                     | PP  | Lipovianske pieskovce         | 0,1308       |                                                  |             |                                  |
| 1136 |                                     | PP  | Malá drienčanská jaskyňa      | —            |                                                  |             |                                  |
| 347  |                                     | CHA | Martinovská nádrž             | 14,5508      |                                                  |             |                                  |
| 366  |                                     | PR  | Nad Furmancom                 | 2,7800       |                                                  |             |                                  |
| 1093 |                                     | PR  | Ostrá skala                   | 17,7900      |                                                  |             |                                  |
| 1527 |                                     | NPP | Podbanište                    | —            |                                                  |             |                                  |
| 382  | Pohansky hrad                       | NPR | Pohanský hrad                 | 223,3500     | Kategorie „Pohansky hrad“ na Wikimedia Commons   |             | 48°11′57″ s. š., 19°55′14″ v. d. |
| 842  |                                     | PR  | Pokoradzské jazierka          | 15,8729      |                                                  |             |                                  |
| 399  |                                     | NPR | Ragáč                         | 9,7300       |                                                  |             |                                  |
| 1020 |                                     | PR  | Rosiarka                      | 5,8700       |                                                  |             |                                  |
| 1088 | Steblová skala                      | PR  | Steblová skala                | 37,3700      |                                                  |             |                                  |
| 438  |                                     | PR  | Svetlianska cerina            | 15,3000      |                                                  |             |                                  |
| 440  | Šarkanica                           | NPR | Šarkanica                     | 454,7500     |                                                  |             | 48°42′40″ s. š., 19°58′6″ v. d.  |
| 1031 |                                     | PR  | Ťahan                         | 309,1059     |                                                  |             |                                  |
| 457  |                                     | PR  | Tŕstie                        | 28,7100      |                                                  |             |                                  |
| 1028 | Muráňský portál Tunela pod Dielikom | CHA | Tunel pod Dielikom            | 0,0000       |                                                  |             | 48°41′56″ s. š., 19°58′53″ v. d. |
| 1030 |                                     | CHA | Vachtové jazierko             | 0,6753       |                                                  |             |                                  |
| 1062 |                                     | CHA | Vinohrady                     | 35,7860      |                                                  |             |                                  |
| 1091 |                                     | PR  | Vodná nádrž Gemerský Jablonec | 32,0290      |                                                  |             |                                  |
| 1069 |                                     | PP  | Zaboda                        | 20,7200      |                                                  |             |                                  |

## Zrušená chráněná území
| Kód | Obrázek | Typ | Název        | Rozloha (ha) | Galerie Commons | Popis území | Souřadnice |
| --- | ------- | --- | ------------ | ------------ | --------------- | ----------- | ---------- |
| 434 |         | PR  | Suché doly   | 257,46       |                 |             |            |
| 256 |         | PR  | Hlboký jarok | 34,41        |                 |             |            |